# ChEBI
A Chemical Entities of Biological Interest, más néven ChEBI, egy molekuláris egységekre, azon belül is „kis” kémiai egységekre fókuszáló adatbázis és ontológia, mely az Open Biomedical Ontologies keretében jött létre. A „kis” részecskék közé tartoznak az atomok, a molekulák, az ionok, az ionpárok, a szabad gyökök, a szabad gyökös ionok, a komplexek és minden olyan elem, mely teljesen elkülöníthető elemként azonosítható.  A kérdéses molekuláris egységek létrejöhetnek természetes vagy szintetikus úton is. A genom által kódolt molekulák, mint a nukleinsavak, a peptidek és a proteinek a definíció szerint nem részei a ChEBI által gyűjtött adatoknak.
A ChEBI a IUPAC és az NC-IUBMB Nómenklatúra Bizottsága által kialakított nómenklatúrát, jelrendszert és terminológiát használja.

## Tartalom és hozzáférhetőség
Az adatbázis összes adata maga nem jogvédett, vagy nem jogvédett forrásból származik. Szabadon elérhető, és mindenki számára hozzáférhető. Ezen felül teljesen visszakövethető, és mindig feltüntetik az eredeti forrást.
A ChEBI adatai nyilvános webfelületen, webszolgáltatáson keresztül hozzáférhetők, illetve letölthetők.

## Fordítás
Ez a szócikk részben vagy egészben  a   ChEBI című angol Wikipédia-szócikk ezen változatának fordításán alapul.  Az eredeti cikk szerkesztőit annak laptörténete sorolja fel. Ez a jelzés csupán a megfogalmazás eredetét és a szerzői jogokat jelzi, nem szolgál a cikkben szereplő információk forrásmegjelöléseként.

## Külső hivatkozások
- http://www.ebi.ac.uk/chebi/
- ftp://ftp.ebi.ac.uk/pub/databases/chebi/